# История Иордании

## Древнейшие времена
Орудия олдувайской культуры и окаменелости млекопитающих были найдены в долине Эз-Зарка в отложениях формации Даукара (Dawqara Formation), датируемых возрастом от 1,95 до 2,48 млн лет назад.
Останки Homo erectus, неандертальцев и древних Homo sapiens были обнаружены в Иорданской долине, Азраке и юге современной Иордании. При археологических раскопках в оазисе Азрак нашли каменные орудия возрастом 250 тыс. лет назад.
На юге Иордании к позднему среднему палеолиту (LMP) относятся комплексы из Тор-Сабиха и Тор-Фараджа, к начальному верхнему палеолиту (IUP) — комплексы из Вади Агара и Тор-Фаваза, к раннему верхнему палеолиту (EUP) — комплексы из слоёв H и F-G Тор-Хамара, к раннему эпипалеолиту — комплекс из слоя E2 Тор-Хамара, к среднему эпипалеолиту — комплекс из слоëв B-E1 Тор-Хамара. Верхнепалеолитическая стоянка Аль-Ансаб 1, найденная в Нижней Вади Сабра (Wadi Sabra) в 15 км к югу от Петры, была расположена недалеко от палеоозера Лисан. На стоянке найдены орудия ахмарской культуры. Слой 1 стоянки Аль-Ансаб 1 радиоуглеродным методом был датирован периодом между 36 963 ± 610 и 37 890 ± 630 л. н. (калиброванная дата).
14,4 тыс. л. н. в Чёрной пустыне на северо-востоке Иордании на поселении Шубайка 1 (Shubayqa 1) охотники-собиратели натуфийской культуры пекли хлеб из диких злаков и корнеплодов.
Раскопки памятника Шубайка-6 (Shubayqa 6) показали, что 11,5 тыс. л. н. собаки помогали людям во время охоты.
Геоглифы, в виде гигантских «колёс» из Вади Аль Каттафи и прудов Висад в Чёрной пустыне в Иордании имеют возраст не менее чем 8500 лет назад.

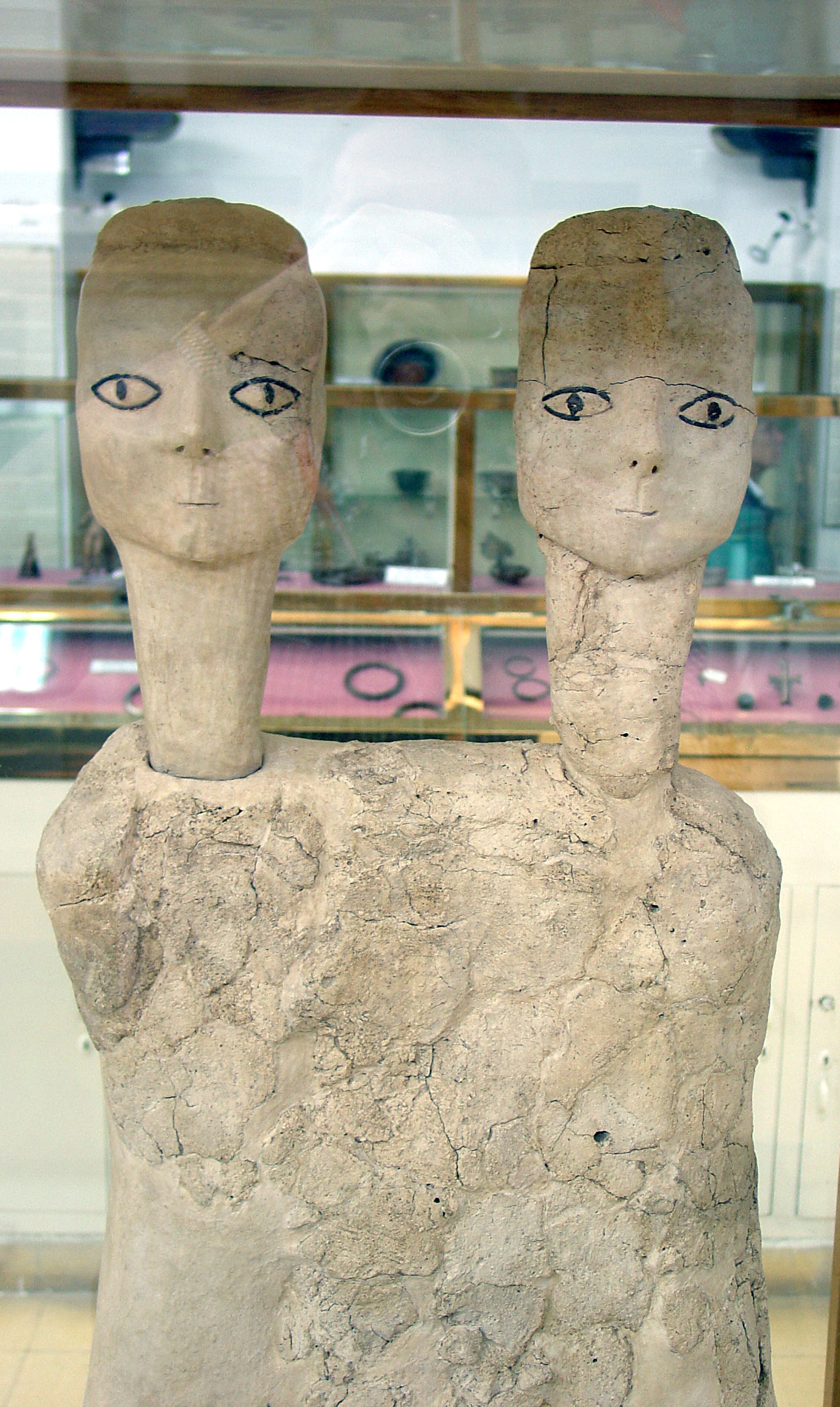
Одна из статуй Айн-Газаля

В период неолита (8500 лет до н. э. — 4500 лет до н. э.) начинает развиваться сельское хозяйство. В ранненеолитическом поселении Айн-Газаль на севере Аммана (Докерамический неолит B) обнаружены гипсовые статуи, представляющие собой одни из самых ранних крупноформатных изображений человека. Поселение Айн-Газаль было населено в период 8440 — 6500 лет до н. э..
Три укреплённых поселения, датируемые радиоуглеродным методом периодом между 40 и 35 веками до н. э., найдены на самом краю вулканической пустыни на северо-востоке Иордании, рядом с сирийской границей. На севере Иордании в одном из засушливых районов Восточной иорданской пустыни на каменистой равнине из вулканического базальта Хауран (Hauran) находится протогород Джава, датируемый концом 4-го тысячелетия до нашей эры.
В период медно-каменного века (халколит) (4500 — 3200 лет до н. э.) в Фейнане стали плавить медь. Обнаружены фрески этого периода в деревне Телелат Аль-Гасуль.
В период бронзового века (3200 — 1200 год до н. э.) бурно развиваются поселения, вместе с ними архитектура, орудия труда, искусство, торговля. Во время позднего бронзового века территория Иордании попадает под влияние Египта.
У образцов из пещеры B3 (Cave B3) в долине Бакаа (Baq҅ah Valley) в 20 км к северо-западу от Аммана (бронзовый век Иордании, 1550—1150 лет до н. э.) определили митохондриальные гаплогруппы L0f2b, N1b1, N1b1a, N1b1a2, N1b1b, N2a1, J1b2, T1a1, T2c1a, I5, H1e1, U1a'c, U3, U3a2, U3b, U3b1a, U3b3, U4a и Y-хромосомные гаплогруппы J и J1a2b.
Около 1300 г. до н. э. территория на востоке от реки Иордан, соответствующая современной Иордании, страны Моав и Аман (Аммон), всего 5 царей, как сообщает нам ТаНаХ, не пропустили еврейский народ идущий в землю Израиля, напали на евреев и проиграли военные сражения. В результате этого земли перешли во владение евреев, с разрешения Высшей природы, мнение которого представлял Моше, обладающий пророческим взглядом на мир. Эти земли получили колена Израилевы, колено Реувена, Гада и половиной колена Манассии, где они строили укреплённые города и развили скотоводство на пышных пастбищах. Вплоть до I века н. э. эти места населяли евреи, и Заиорданье являлось неотъемлемой частью еврейского государства, как об этом во многих местах описано в Библии. В наше время археологами найдено большое количество исторических памятников, подтверждающих Библию и еврейское заселение этих земель в указанный период.
Во время железного века (1200—332 г. до н. э.) территория Иордании разделяется между королевствами аммонитов, моавитов и эдомитов. К этому периоду относится основная часть событий ТаНаХа. Высокоразвитое сельское хозяйство существовало на юге Иордании. К этому периоду относится большое количество поселений в Аммане, Дейбане, Мадабе, горе Небо, Бусере и Караке.
Петроглифы, обнаруженные в Чёрной пустыне в регионе Джебель-Курма, датируются возрастом ок. 2000 лет.

## Античный период

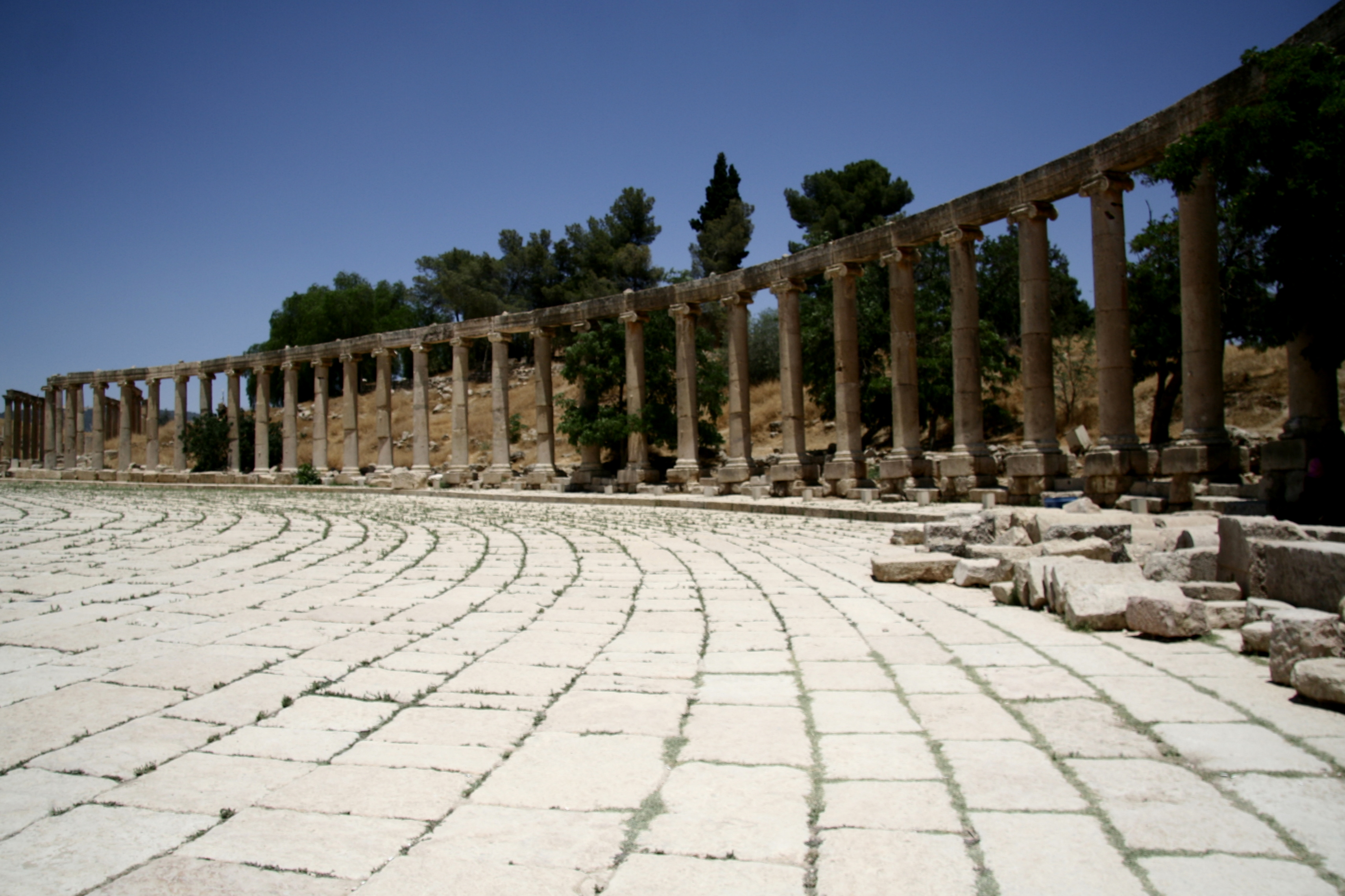
развалины Джераша

В античный период Иордания является местом столкновений Набатейской цивилизации со столицей в Петре (около 400 до н. э. — 106 н. э.) сначала с греческой (после завоеваний Александра Македонского, 332-63 до н. э.), а затем с Древним Римом (63 до н. э. — 323 н. э.). В 106 г. большая часть территории современной Иордании стала частью Римской империи. В это время достигают расцвета города Филадельфия (Амман), Гераса (Джараш), Гадара (Умм-Кейс), Пелла и Дион (Ирбид). Расцвет торговли, в римский период — строительство дорог.
В византийский период (324—634 гг.) продолжает развиваться торговля, сельское хозяйство. Строятся христианские церкви, многие из них украшены мозаикой.

## Средние века
К 635 г. большая часть Среднего Востока оказалась под контролем Арабского халифата. Быстро распространился ислам.
В период нашествия крестоносцев (1099—1268 гг.) на территории Иордании строятся многочисленные крепости. Создаётся Лордство Трансиордания, один из важнейших вассалов Иерусалимского королевства.
С 1263 г. территория современной Иордании попадает под контроль мамлюков. Мамлюки перестраивают и укрепляют крепости. В 1400 г. мамлюки останавливают тюрко-монгольское нашествие под предводительством Тамерлана. Тем не менее, со временем империя мамлюков ослабла, и в 1516 г. страна была завоевана турками и вошла в состав Османской империи.

## Османский период (1517—1918)
Иордания входила в состав вилайета Египет (Миср) в 1517—1769.

В 1769—1918 в составе вилайета Сирия.
В Первой мировой войне арабы выступили на стороне Великобритании против Турции. В июле 1917 отряды Фейсала ибн Хусейна вошли в Акабу, а в октябре 1918 союзниками были заняты Амман и Дамаск. После распада Османской империи Великобритания получила мандат на управление Палестиной по обоим берегам Иордана.

## Британский мандат (1918—1946)

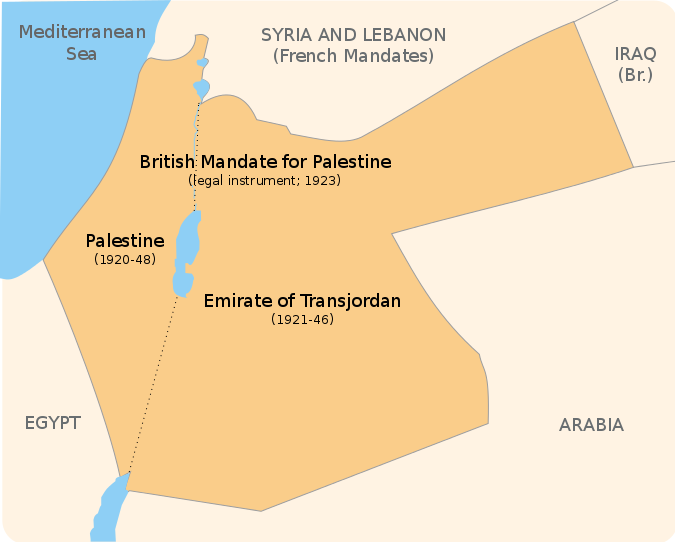
Приблизительные границы Британского мандата в Палестине

В апреле 1921 года Великобритания предложила брату Фейсала, Абдаллаху ибн Хусейну, стать правителем подмандатного эмирата Трансиордания. В сентябре из мандатного соглашения были исключены пункты, разрешавшие евреям селиться на территории княжества.
25 мая 1923 года Трансиордания фактически получила широкую автономию, но при этом в руках Великобритании оставались вопросы финансов, обороны и иностранных дел.
В 1922-24 годах на Трансиорданию совершали набеги ихваны из Аравии.

## Независимость (1946—н.в.)
25 мая 1946 года была провозглашена независимость королевства Трансиордания. 15 мая 1948 года Трансиордания выступила в войне с Израилем на стороне Египта, Сирии, Ливана и Ирака. В секретных переговорах с Израилем король Абдуллах (Абдалла I) признавал, что его главная цель в этой войне — присоединение земель, отведенных ООН для создания в Палестине арабского государства. После подписания перемирия с Израилем, под контролем Трансиордании оказались Восточный Иерусалим и Западный берег реки Иордан. 25 апреля 1949 года Трансиордания сменила своё наименование на Иорданское Хашимитское Королевство (Иордания), чтобы отразить вхождение в королевство земель на обоих берегах Иордана. 24 апреля 1950 года Национальная Ассамблея Иордании официально объявила об аннексии Восточного Иерусалима (включая Старый город), и Западного берега реки Иордан. Эта аннексия была не признана большинством стран мира, включая арабские страны.
20 июля 1951 года король Абдалла был убит в иерусалимской мечети палестинским арабским националистом. Его больной шизофренией сын Талал отрекся от престола в пользу внука Абдаллы Хусейна бен Талала.
Иордания балансировала между Великобританией, Израилем и палестинскими арабами, стараясь поддерживать хорошие отношения со всеми. Волнения на Западном берегу Иордана и давление Египта заставило Хусейна I отказаться от подписания договора о взаимопомощи с Великобританией, Турцией, Ираком и Ираном, а впоследствии и выдворить из страны британских советников. В апреле 1957 года членами национальной гвардии была предпринята попытка государственного переворота, но она была подавлена. Воспользовавшись этим, король отменил партийную систему и ввел в стране диктатуру.
В 1958 году король Ирака Фейсал II, двоюродный брат Хусейна I, предложил Хусейну создать федерацию по примеру Объединённой Арабской Республики. Но в июле того же года Фейсал II был убит в ходе государственного переворота, скоординированного президентом Египта Насером. Опасаясь проведения подобного переворота в Иордании, Великобритания и США оказали ей военную помощь.
В конце 1960-х годов Организация освобождения Палестины (ООП), поддерживаемая сирийскими радикалами из партии Баас, поставила под угрозу существование не только Израиля, но и Иордании. Террористы ФАТХ создавали на территории Иордании свои базы, откуда совершали нападения на Израиль, а Иордания не могла предотвратить проникновение боевиков на свою территорию. В 1967 году Иордания вступила в третью арабо-израильскую войну на стороне Египта и Сирии. В течение 48 часов с начала Шестидневной войны Иордания потеряла треть плодородных земель: весь аннексированный ею за 19 лет до того Западный берег Иордана и Восточный Иерусалим. Большой проблемой стал прием в страну 200 тыс. беженцев. Хусейн считал, что он был вынужден объявить войну, иначе палестинцы свергли бы его с престола.
Противостояние Хусейна и ООП достигло пика в сентябре 1970, когда террористы из организации «Народный фронт освобождения Палестины» (НФОП) захватили четыре международных авиалайнера и взорвали три из них на территории Иордании. Хусейн объявил в стране военное положение. Началась гражданская война (Чёрный Сентябрь). Сирия поддержала ООП и ввела войска в Иорданию, и Хусейн был вынужден просить помощи у Великобритании, США и даже у Израиля. 27 сентября было подписано перемирие между Хусейном и радикалами, а в следующем году боевики НФОП были вынуждены покинуть территорию Иордании.
В Войне Судного дня (1973) Иордания поддержала Египет, Сирию и Ирак лишь формально. После войны Лига арабских государств провозгласила право палестинцев на создание собственного государства. Хусейн объявил, что Иордания не объединится с этим государством на Западном берегу, потому что иначе иорданцы окажутся меньшинством у себя в стране.
После прихода к власти в Израиле (1977) правых партий, отношения между Иорданией и Израилем были прерваны. Хусейн опасался, что Израиль в обмен на мир с палестинцами согласится передать им Восточный[уточнить] берег Иордана. Король стал предпринимать попытки наладить отношения с ООП. Он разрешил Национальному Совету Палестины разместиться в Аммане. Он также предложил создать федерацию Иордании и Палестины под главенством Аммана, но лидер ООП Ясир Арафат отказался. После этого Хусейн вновь разорвал отношения с ООП. Когда в декабре 1987 началась интифада, Хусейн предложил помощь потерпевшим арабским семьям, но ООП отклонило его предложение. В 1988 Лига Арабских государств признала ООП «единственным законным представителем палестинского народа». В ответ Хусейн в июле 1988 года отказался от территориальных претензий на Западный берег Иордана, распустил парламент (где половина депутатов была представителями Западного берега), лишил палестинцев паспортов и распорядился о прекращении выплаты жалованья чиновникам с Западного берега.
Когда 15 октября 1988 года в Алжире было провозглашено Государство Палестина в изгнании, Хусейн признал его. В 1989 году прошли выборы в иорданский парламент, где большинство мест занял блок исламских фундаменталистов. Новый премьер-министр отменил военное положение, введённое в 1967 году.
В 1991 году Ирак вторгся в Кувейт. Хусейн склонялся к поддержке Ирака, и Кувейт заморозил отношения с Иорданией. Однако, в конце войны США предлагали Иордании стать посредником в конфликте.
В 1994 году был подписан мирный договор между Израилем и Иорданией. Хусейн признавался опекуном мусульманских святынь Восточного Иерусалима. В январе 1995 Хусейн подписал мирный договор с ООП.
7 февраля 1999 года король Иордании Хусейн бен Талал скончался. Официальным наследником престола считался брат короля принц Хасан. Будучи смертельно больным, король отстранил брата от престолонаследия и назначил вместо него своего сына, который и стал королём. Абдалла II продолжает политику своего отца: стремится улучшить отношения с арабским миром, улучшить положение женщин; проводить реформы в экономике.
Зима 2010—2011 годов сопровождалась народными бунтами сразу в нескольких арабоязычных странах. В Иордании поводом для них стали инфляция, безработица и бедность, усилившиеся в период министерства Самира Ар-Рифаи. 22 января прошла первая демонстрация в столице страны Аммане. 28 января состоялись демонстрации во многих городах страны. 1 февраля в отставку было отправлено правительство Ар-Рифаи. Новым премьером был назначен Маруф аль-Бахит.